# Blåaks
Blåaks (Sesleria) er en slægt med over 100 arter, der hovedsageligt er udbredt i Europa, mens en enkelt art hører hjemme i Afrika og 5 i Asien. Det er flerårige, tue- eller udløberdannende græsser. De danner talrige, ikke-blomstrende skud, som skyder frem mellem de underste bladskeder. Bladpladerne er flade, men foldede. Blomsterne er samlet i endestillede stande på særlige skud. Standen er som helhed kompakt og grå, blå eller hvid. De enkelte blomster er 3-tallige og uregelmæssige (som vanligt hos græsserne). Frøene er ovale og behårede mod spidsen.
| Beskrevne arter |

- Efterårsblåaks (Sesleria autumnalis)
- Kalkblåaks (Sesleria caerulea)
- Mørk blåaks (Sesleria heufleriana)
- Grå blåaks (Sesleria nitida)
- Ungarsk blåaks (Sesleria sadleriana)

| Andre arter |

| - Sesleria achtarovii - Sesleria alba - Sesleria albanica - Sesleria albicans - Sesleria americana - Sesleria anatolica - Sesleria angustifolia - Sesleria apennina - Sesleria araratica - Sesleria arduini - Sesleria argentea - Sesleria barcensis - Sesleria bielzii - Sesleria brevifolia - Sesleria budensis - Sesleria calcaria - Sesleria capitata - Sesleria caucasica - Sesleria cirtensis - Sesleria coerulans - Sesleria coerulea - Sesleria comosa - Sesleria confusa - Sesleria corsica - Sesleria cristata - Sesleria cylindrica | - Sesleria dactyloides - Sesleria deyliana - Sesleria disticha - Sesleria doerfleri - Sesleria dura - Sesleria echinata - Sesleria elongata - Sesleria fallax - Sesleria filifolia - Sesleria flexuosa - Sesleria gigantea - Sesleria gracilis - Sesleria haynaldiana - Sesleria hercegovina - Sesleria heuflerana - Sesleria hungarica - Sesleria insularis - Sesleria interrupta - Sesleria italica - Sesleria juncifolia - Sesleria kalnikensis - Sesleria klasterskyi - Sesleria korabensis - Sesleria krajinae - Sesleria lagopodioides - Sesleria latifolia | - Sesleria leucocephala - Sesleria macrocephala - Sesleria marginata - Sesleria microcephala - Sesleria mollis - Sesleria mutica - Sesleria nitida - Sesleria orbelica - Sesleria ovata - Sesleria pallescens - Sesleria paparistoi - Sesleria paulowi - Sesleria pedemontana - Sesleria permixta - Sesleria phleoides - Sesleria polyathera - Sesleria pontica - Sesleria pseudo-rigida - Sesleria pumilio - Sesleria pungens - Sesleria quitensis - Sesleria rigida - Sesleria robusta - Sesleria sadlerana - Sesleria serbica - Sesleria seslerioides | - Sesleria sillingerii - Sesleria skander-begii - Sesleria skipetarum - Sesleria sphaerocephala - Sesleria spicata - Sesleria stenophylla - Sesleria subacaulis - Sesleria tatrae - Sesleria taygetea - Sesleria tenella - Sesleria tenerrima - Sesleria tenuifolia - Sesleria transilvanica - Sesleria transsilvanica - Sesleria tuzsoni - Sesleria ujhelyii - Sesleria uliginosa - Sesleria vaginalis - Sesleria vallesiaca - Sesleria varia - Sesleria variabilis - Sesleria variegata - Sesleria wettsteinii |